# Гексафторонептунат натрия
Гексафторонептунат натрия — неорганическое соединение,
комплексная соль натрия, нептуния и плавиковой кислоты
с формулой Na2[NpF6],
кристаллы.

## Физические свойства
Гексафторонептунат натрия образует кристаллы
гексагональной сингонии,

параметры ячейки a = 0,6074 нм, c = 0,7167 нм.